# Gerhard Herbert
Gerhard Herbert (* 10. Mai 1955 in Dorn-Assenheim) ist ein deutscher Politiker (SPD).

## Leben
Nach einer Lehre als Verlagskaufmann holte Herbert 1978 das Abitur nach. Danach studierte er zunächst vier Semester Jura an der Universität Frankfurt am Main und dann Finanzwirtschaft an der Fachhochschule des Bundes für öffentliche Verwaltung in Sigmaringen. Er schloss das Studium 1985 als Diplom-Finanzwirt ab. Bis 1986 war Herbert Sachbearbeiter und Betriebsprüfer bei der Bundesfinanzverwaltung, ehe er als Ausbilder zur Stadt Offenbach wechselte. 1989 wurde er Leiter der Finanz- und Steuerverwaltung in Wölfersheim, bis er 1993 Amtsleiter der Stadtkämmerei in Karben wurde.
Von 1994 bis 2000 war Herbert ehrenamtlicher Beigeordneter der Gemeinde Wölfersheim. 2000 wurde er Erster Stadtrat in Heppenheim, der Kreisstadt des Landkreises Bergstraße. 2005 kandidierte er bei der Wahl zum Bürgermeister von Heppenheim gegen den Amtsinhaber Ulrich Obermayr (CDU). Er gewann im zweiten Wahlgang mit 65,6 Prozent. Bei der Bürgermeisterwahl 2011 unterlag Herbert gegen Rainer Burelbach (CDU).
| Personendaten    | Personendaten                     |
| ---------------- | --------------------------------- |
| NAME             | Herbert, Gerhard                  |
| KURZBESCHREIBUNG | deutscher Kommunalpolitiker (SPD) |
| GEBURTSDATUM     | 10. Mai 1955                      |
| GEBURTSORT       | Dorn-Assenheim                    |